# Olvadás

A jég olvadása

Az olvadás olyan halmazállapot-változás, melynek során a szilárd anyag cseppfolyóssá válik, a fagyás fordítottja, endoterm folyamat. Ez a folyamat általában hevítés vagy nyomás hatására jön létre, amikor az anyag külső energiája megnő. Ennek hatására addig nő az anyag hőmérséklete, ameddig el nem éri az olvadáspontot. Ebben a pontban az ionok/molekulák rendezettsége megbomlik, így alakul át cseppfolyós halmazállapotúvá. Ahogy az anyag hőmérséklete megnő, úgy a viszkozitása lecsökken. Kivételt képez a kén, aminek a viszkozitása megnő a polimerizációnak köszönhetően, illetve lecsökken nagyobb hőmérséklet hatására.

## Kialakulása
Az anyagok részecskemozgása melegítés hatására élénkebbé válik. A kristályos anyagok esetében ez tágasabb rezgést jelent. Ahogy a rezgés során a részecskék egyre közelebb kerülnek egymáshoz, taszítóerők lépnek fel, ez okozza a hőtágulást. Ha egy részecske mozgási és rezgési energiájából származó összes energiája nagyobb lesz, mint az őt a kristályrácsban tartó energiák, kiszakad a rácsból.
Ha egy kristályos anyagot melegítünk, egy darabig a hőmérséklete változik, egy bizonyos hőmérséklet (olvadáspont) elérése után tömegesen szakadnak ki a részecskék a rácsból, miközben az anyag hőmérséklete nem változik. Ha folyékony helyett gáz halmazállapotúvá válik a szilárd anyag, a folyamatot szublimációnak nevezik. Az olvadáspont közelében a részecskék összenergiája 0.

## Az olvadás energetikai szempontból
Minden részecske kiszakításához átlagosan ugyanakkora energia szükséges. Ebből következik, hogy egy kristály felolvasztásához szükséges hő egyenesen arányos a részecskeszámmal és így a kristály tömegével is. Az olvadás végbemeneteléhez szükséges hő és az anyag tömegének hányadosa tehát állandó, ez az olvadáshő, azaz Lo, az egységnyi tömegű anyag olvadásához szükséges hőmennyiség.

## Olvadás, mint első számú átmeneti szakasz
A termodinamika szerint az olvadáspontban az anyag szabadentalpia (Gibbs-féle szabadenergia) változása ΔG nulla. De abban a pontban jelen vannak nem nulla értékű változások is,mint: az entalpia (H) ,illetve az entrópia (S), ismervén az olvadás latens hőjét, illetve az olvadás entrópiáját. Ennek következtében az olvadás első számú átmeneti fázisnak felel meg. Az olvadás akkor következik be, amikor a folyadék szabadentrópiája kisebb lesz, mint a szilárd halmazállapotú anyagé. Az a hőmérséklet, aminek a hatására bekövetkezik a változás, az függ az anyagot körülvevő légnyomástól.
Alacsony hőmérsékleten a hélium az egyetlen kivétel. 0,3 K hőmérséklet alatt a Hélium-3 olvadási entalpiája negatív, hasonlóképpen a Hélium-4, aminek 0,8 K alatt az entalpiája szintén negatív. Ezt azt jelenti, hogy egy bizonyos konstans nyomás alatt hőt kell elvenni annak érdekében, hogy az anyag megolvadjon.

## Az olvadás kritériuma
Az olvadás elméleti kritériumai közül a Lindemanné és a Borné a leginkább használatosak az olvadási feltételek elemzésére. A Lindemann kritérium azt állítja, hogy az olvadást a rezgési ingatagság okozza. Például: a kristályok akkor kezdenek el olvadni, amikor az atomok termikus vibrációjának átlagos amplitúdója viszonylag hasonló az atomok rendellenes elhelyezkedésével. <δu2>1/2 > δLRs, ahol δu az atomi elhelyezkedés, δL a Lindemann paraméter és Rs az atomok közötti távolság. A Lindemann-féle olvadás kritérium alá van támasztva kristályos és alaktalan anyagokon elvégzett kísérletekkel egyaránt.

## Szuperlehűlés
Az anyagok olvadáspontja egy karakterisztikus tulajdonság. Általában az olvadáspont megegyezik a fagyásponttal. Habár megtörténhet bizonyos mesterséges körülmények között, hogy a fagyáspont alá hűtünk vagy a forráspont fölé melegítünk; ezekben az esetekben következik be a szuperlehűlés, illetve a szupermelegítés.
Egy nagyon tiszta üvegfelületen a víz általában szuperlehűlést szenved néhány fokkal a fagyáspont alatt úgy, hogy nem fagy meg. Szuper emulziós tiszta vizet le tudnak fagyasztani -38 Celsius-fokig nukleáció nélkül úgy, hogy az jéggé válna. A nukleáció váltja ki az anyagok tulajdonságainak az ingadozását. Ha egy anyagot nem befolyásol semmilyen külső hatás, akkor is létrejöhet a szuperlehűlés. Termodinamikailag a szuperlehűlést szenvedett folyadékok metastabil állapotban vannak, de hirtelen kristályosodnak.

## Hozzá kapcsolódó
A genetikában a DNS olvadása azt jelenti, hogy a dupla DNS láncot két egyedüli láncra bontanak hevítés vagy kémiai folyamatok által, mint például polimeráz-láncreakcióval.